# Luciove, Sovietskîi
Luciove (în ucraineană Лучове) este un sat în comuna Krasnohvardiiske din raionul Sovietskîi, Republica Autonomă Crimeea, Ucraina.

## Demografie
Componența lingvistică a localității Luciove
     Rusă (60,29%)
     Română (5,88%)
     Ucraineană (4,41%)
     Tătară crimeeană (2,94%)
Conform recensământului din 2001, majoritatea populației localității Luciove era vorbitoare de rusă (60,29%), existând în minoritate și vorbitori de română (5,88%), ucraineană (4,41%) și tătară crimeeană (2,94%).